# 쓰키지 시장

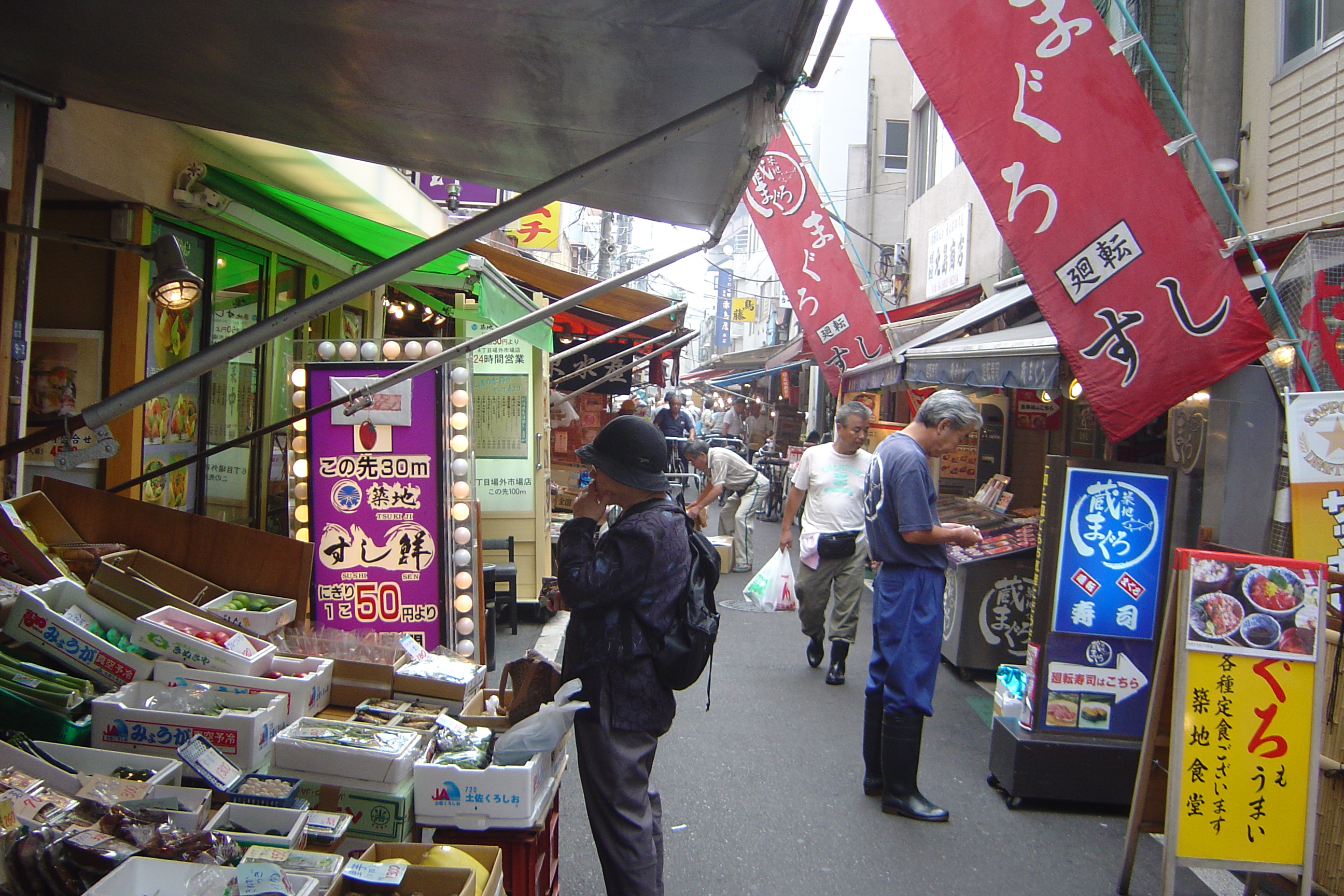
쓰키지시장(장외시장)의 골목 풍경

쓰키지 시장(築地市場)은 일본 도쿄도 주오구 쓰키지에 있었던 공설의 수산물 전문 도매시장이었다. 2018년 10월 6일에 영업을 종료했다. 10월 11일에 도요스 시장이 개장해, 이날 해체 공사가 시작되었다.

## 역사
일본의 에도 시대부터 도쿄지역의 식품이 거래되는 시장이었으며, 원래는 1923년부터 니혼바시 어시장으로 이름을 달고 시작하여 개업하였으나 간토 대지진의 여파로 파괴된 뒤 1935년에 현재의 위치로 옮겨져 다시 개설하게 되었다. 이 시장의 규모로는 약 23헥타르의 면적에 8개소의 도매업자와 약 1,000여 곳의 구매 브로커 업자들이 수산물을 경매 처분한다. 2005년 기준으로 하루에 약 2,167톤의 수산물과 1,170톤의 청과물이 거래되며 매출 수익을 얻은 금액으로는 약 5,657억엔(약 6조원 내외)에 다다른다. 그리고, 수산물 말고도 과일이나 채소 등과 같은 청과물, 닭고기와 계란, 채소절임과 각종 가공 식품군 등이 거래되고 있었다.

## 관광지
쓰키지 시장은 일본인이나 외국인들에게 인기있는 관광지이기도 하다. 장내시장은 주로 수산물과 청과물의 경매가 이루어지지만, 장외시장은 보통 시장과 같이 일반인이나 관광객들을 대상으로 하는 맛집과도 같은 가게가 많이 있다. 휴일이나 일요일에는 보통 가게가 다 쉬며 타레라고 불리는 트럭이나 자동차는 등록된 것만 통행이 가능하다. 아침시간이 지나면 대부분 문을 닫기 때문에 이른 새벽에 들를 만한 관광지로 좋다. 마구로돈, 소바와 같은 시장음식을 아침으로 먹는 것도 인기 있으며 방금 만든 계란말이, 주먹밥, 스시, 닭튀김, 어묵도 인기품목들이다.

## 교통
오에도 선의 쓰키지 시장역과 히비야 선의 쓰키지 역이 가까우며, 신바시역으로부터도 가깝다.

## 같이 보기
- 도요스 시장